# Patrick Rocha
Patrick Rocha (ur. 7 lipca 1983 roku) – brazylijski kierowca wyścigowy.

## Kariera
Rocha rozpoczął karierę w wyścigach samochodowych w 2002 roku od startów w Brazylijskiej Formule Renault, gdzie raz zwyciężał. Z dorobkiem 62 punktów uplasował się tam na 10 pozycji w klasyfikacji generalnej. W późniejszych latach pojawiał się także w stawce Brytyjskiej Formuły Renault oraz Europejskiego Pucharu Formuły Renault 2.0.

## Statystyki
| Sezon | Seria                                  | Zespół              | Wyścigi | Zwycięstwa | PP | NO | Podium | Punkty | Pozycja |
| ----- | -------------------------------------- | ------------------- | ------- | ---------- | -- | -- | ------ | ------ | ------- |
| 2002  | Brazylijska Formuła Renault            | G5R-M4T             | 10      | 1          | 0  | 0  | 1      | 62     | 10      |
| 2003  | Brazylijska Formuła Renault            | Giaffone Motorsport | 12      | 1          | 0  | 3  | 3      | 137    | 4       |
| 2004  | Brytyjska Formuła Renault              | Team Firstair       | 9       | 0          | 0  | 0  | 0      | 63     | 23      |
| 2004  | Europejski Puchar Formuły Renault 2000 | JD Motorsport       | 13      | 0          | 0  | 0  | 0      | 14     | 23      |
| 2005  | Europejski Puchar Formuły Renault 2.0  | Prema Powerteam     | 16      | 0          | 0  | 1  | 0      | 26     | 13      |